# 부사령관 마르코스
라파엘 세바스티안 기옌 비센테(Rafael Sebastián Guillén Vicente, 1957년 6월 19일 ~)는 멕시코의 무장 혁명 단체인 사파티스타 민족 해방군의 대변인으로, 멕시코의 원주민의 차별을 금지하자고 주장한다. 2014년까지 사용한 옛 활동명인 부사령관 마르코스(스페인어: Subcomandante Marcos)로 잘 알려져있으며 현재의 활동명은 부사령관 갈레아노(스페인어: Subcomandante Galeano)이다. 
검은색 스키마스크와 낡은 군모, 파이프 담배가 그의 상징이며, 언제 가면을 벗을 것이냐는 말에는, "멕시코가 가면을 벗는 날"이라고 답했다. 종종 그는 M4A1 소총을 들고 다니는 것으로 여겨지고 있다.

## 같이 보기
- 국제 정의 운동
- 좌익